# Faghag

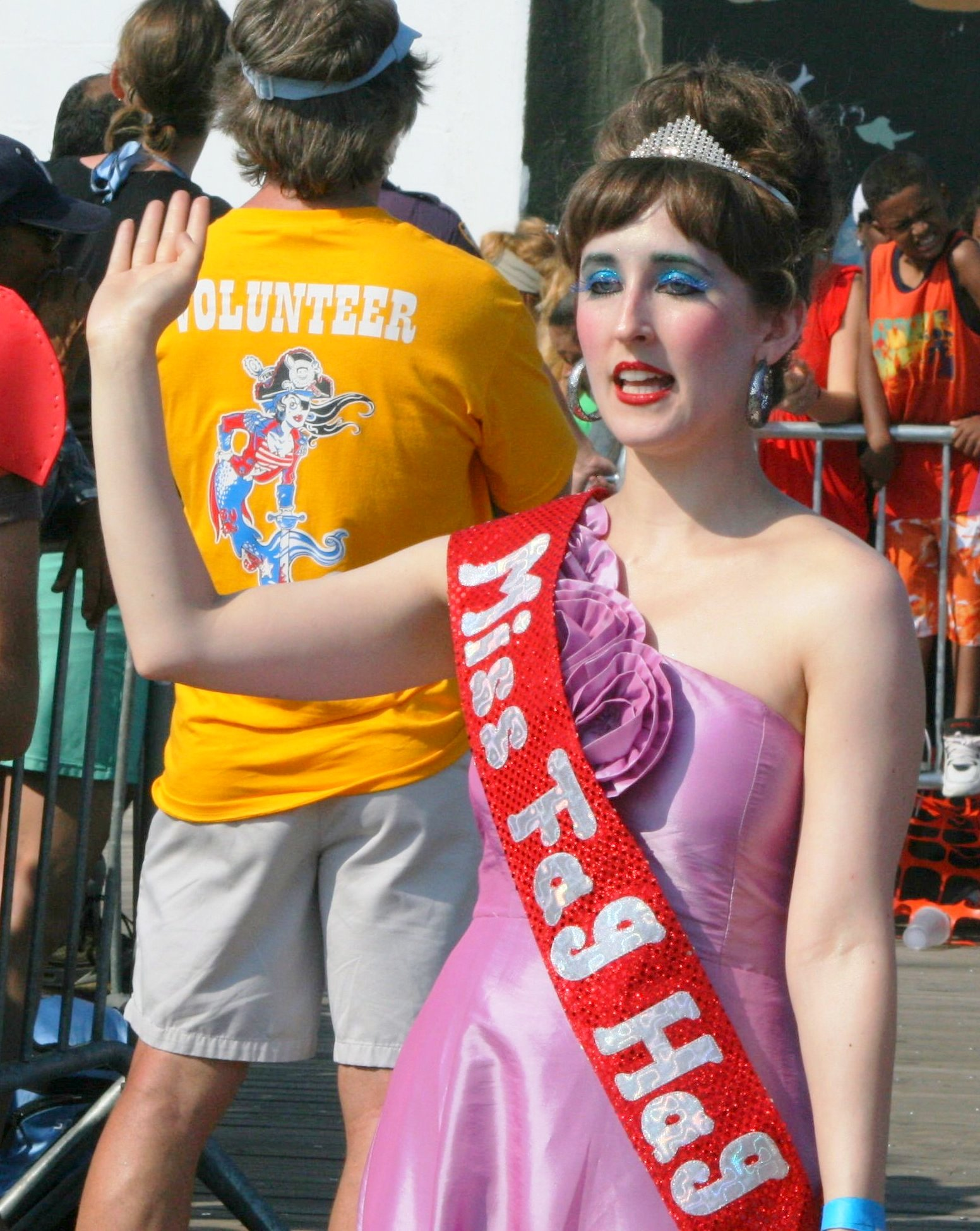
"Miss Fag Hag" på Mermaid Parade 2010 på Coney Island

Faghag är ett amerikanskt slanguttryck för en kvinna som gärna umgås med homosexuella män. Kvinnan i fråga är i de flesta fall heterosexuell. Att vara en faghag kan också innebära att man tänder sexuellt på relationer mellan homosexuella män, eller anser att denna typ av kärlek är mer värd än kärlek mellan kvinnor och män. Vissa kan även glamorisera homosexuella. En anledning att en kvinna trivs med att umgås med homosexuella män kan vara att det möjliggör en vänskapsrelation fri från sexuella undertoner.

## Historik
Fenomenet med kvinnor som främst umgås med homosexuella män är inte nytt, men riktigt när det började bli vanligt förekommande kan man inte svara på. Under 1950- och 60-talet var skådespelerskan Tollie Zellman en bögarnas beskyddarinna. Hon kallades för bögmamman eller fikusarnas drottning.  Strand-Berglund menar att en av anledningarna till att fenomenet är svårt att spåra i historien kan vara att de homosexuella männen inte syns på grund av den tabu och i vissa länder även förbud, som funnits mot homosexualitet. Förlagsredaktören Johan Rosell menar dock att spåren finns där i den historiska gaylitteraturen, men att ingen tidigare letat efter faghags ur ett historiskt perspektiv. Bland de historiska män som alltid låtit sig omgivas av äldre damer finns bland annat Gustav III (vars sexualitet spekulerats kring, dock utan faktisk grund att anta att Gustav var homosexuell) och Marcel Proust (som var homosexuell). Bland kvinnor som låtit sig omges av homosexuella män finns bland annat konstsamlaren Isabella Stewart Gardner (1840-1924) och grevinnan Marie-Laure de Noailles.

## Vad är en faghag?
En definition är att faghagsen anses som klängiga kvinnor som endast vill umgås med bögar på ytan, medan andra menar att det rör sig om alla kvinnor som väljer att främst umgås med homosexuella män.  Enligt Leopold behöver inte faghagen nödvändigtvis känna några bögar av kött och blod, det finns tjejer som är intresserade av gaykultur och homoerotiska noveller eller tycker om bögpornografi. Calle Norlén beskriver istället faghagen som ett något irriterande fenomen: "hon är inte ens flata" beskriver han, och fortsätter: "hon står ivägen för spanet och skrämmer i väg ragget". Norlén beskriver faghagen som en något misslyckad kvinna, oftast är de singlar och överviktiga, och anledningen till att de aldrig träffar någon är att de enda män som de egentligen vill ha är just bögarna. Däremot ställer de alltid upp i vått och torrt; vaktar väskan, bjuder på drinkar och betalar gärna för taxin hem. En äkta faghag har koll på bögklubbarna, känner vakterna, är tjenis med bartendern och råkar alltid ha namn och nummer till just den där killen som du har spanat in ikväll. 

## Kända faghags
Elizabeth Taylor har betytt otroligt mycket för bögkulturen, och bögarna har betytt lika mycket för henne. Det var bland annat hon som på 1980-talet väckte aidsfrågan i USA. När en av hennes närmaste vänner, Rock Hudson, blev sjuk ska hon ha gått ut i media och sagt:"Mina vänner dör -för guds skull, hjälp dem!" Även Sarah Jessica Parker har sagt att hon gärna umgås med homosexuella män.

## Faghags i media
Faghag- En bok om kvinnor som älskar bögar är titeln på en bok om detta fenomen, skriven av Linda Leopold 2007.  En annan bok i ämnet är Erika Strand-Berglunds Kvinnor som älskar bögar - och bögar som älskar kvinnor, som utkom våren 2009 på Normal förlag.
I TV-serier som riktar sig mot kvinnor är bögkompisarna ett allt viktigare inslag, Carrie i Sex and the city har självklart en bögkompis liksom Gabrielle Solis i Desperate Housewives. Will & Grace är ytterligare ett exempel på en TV-serie som speglar förhållandet mellan en heterokvinna och en homosexuell man. 